# Žiar (Żar)
Žiar (757 m) – szczyt w  górach Żar (słow. Žiar) na Słowacji. Znajduje się w ich części zwanej Sokolem, w południowo-wschodnim grzbiecie szczytu Sokol (1013 m). Grzbiet ten opada z wierzchołka Sokola do Kotliny Turczańskiej w osadzie Polerieka. Žiar jest w nim dość wybitnym wierzchołkiem. Dolinkami po obydwu jego stronach spływają niewielkie potoki będące lewymi dopływami potoku Polerieka. Orograficznie lewa dolinka to Trstenec.
Žiar zbudowany jest ze skał wapiennych. Jest całkowicie porośnięty lasem, ale są w nim duże odsłonięcia skalne. Nie prowadzi przez niego żaden znakowany szlak turystyczny, ale jego zboczami z Poleriek prowadzi ścieżka, jest też droga leśna do zwózki drzewa okrążająca go dookoła.